# Tettigometra sulphurea
Tettigometra sulphurea är en insektsart som beskrevs av Étienne Mulsant och Claudius Rey 1855. Tettigometra sulphurea ingår i släktet Tettigometra och familjen Tettigometridae. Inga underarter finns listade i Catalogue of Life.